# Culicicapa
Genre
Culicicapa est un genre de passereaux de la famille des Stenostiridae. Il comprend deux espèces de gobemoustiques.

## Répartition
Ce genre se trouve à l'état naturel dans le Sud-Est de l'Asie,.

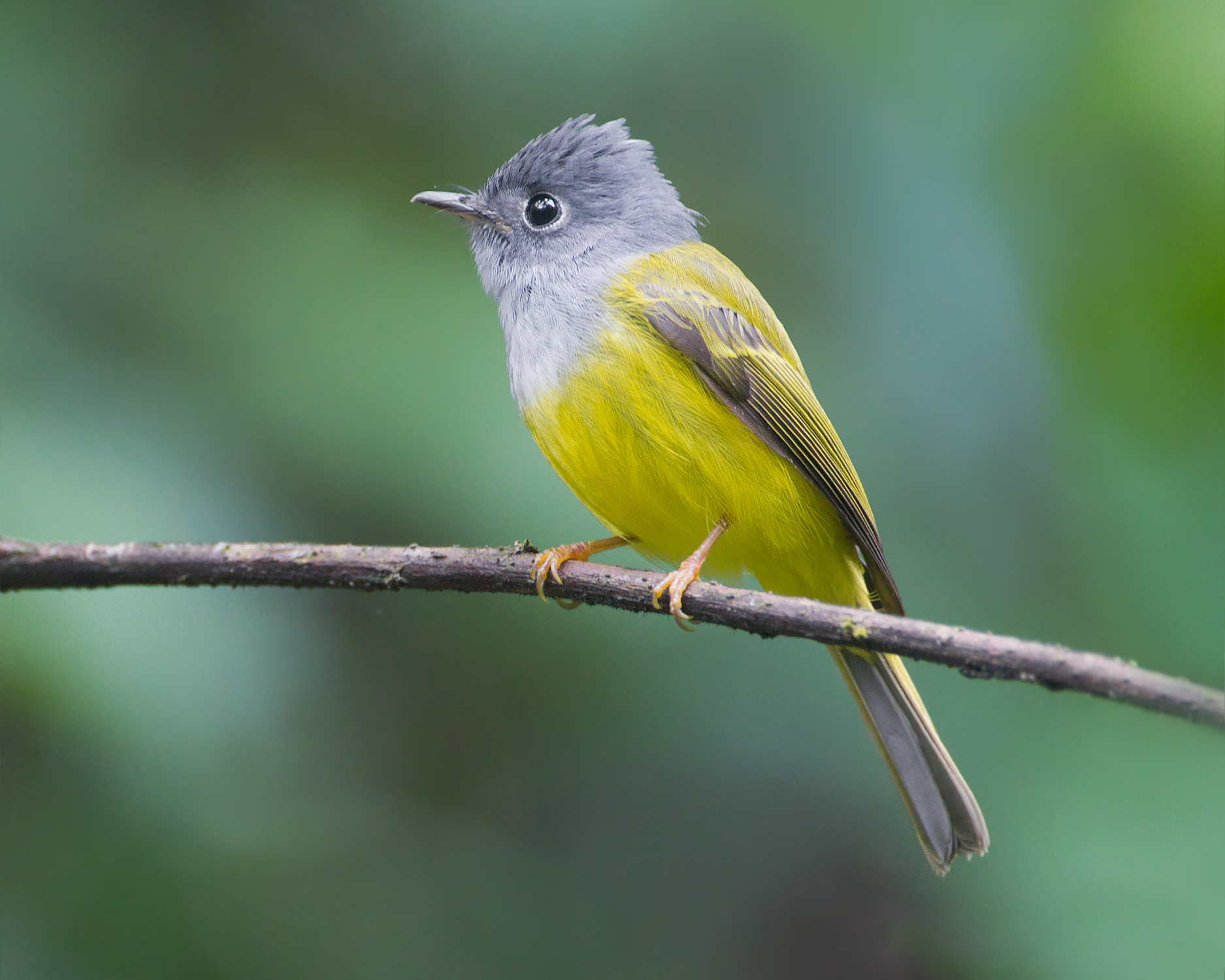
Gobemoustique à tête grise (Culicicapa ceylonensis), Parc national de Mae Wong, Thaïlande

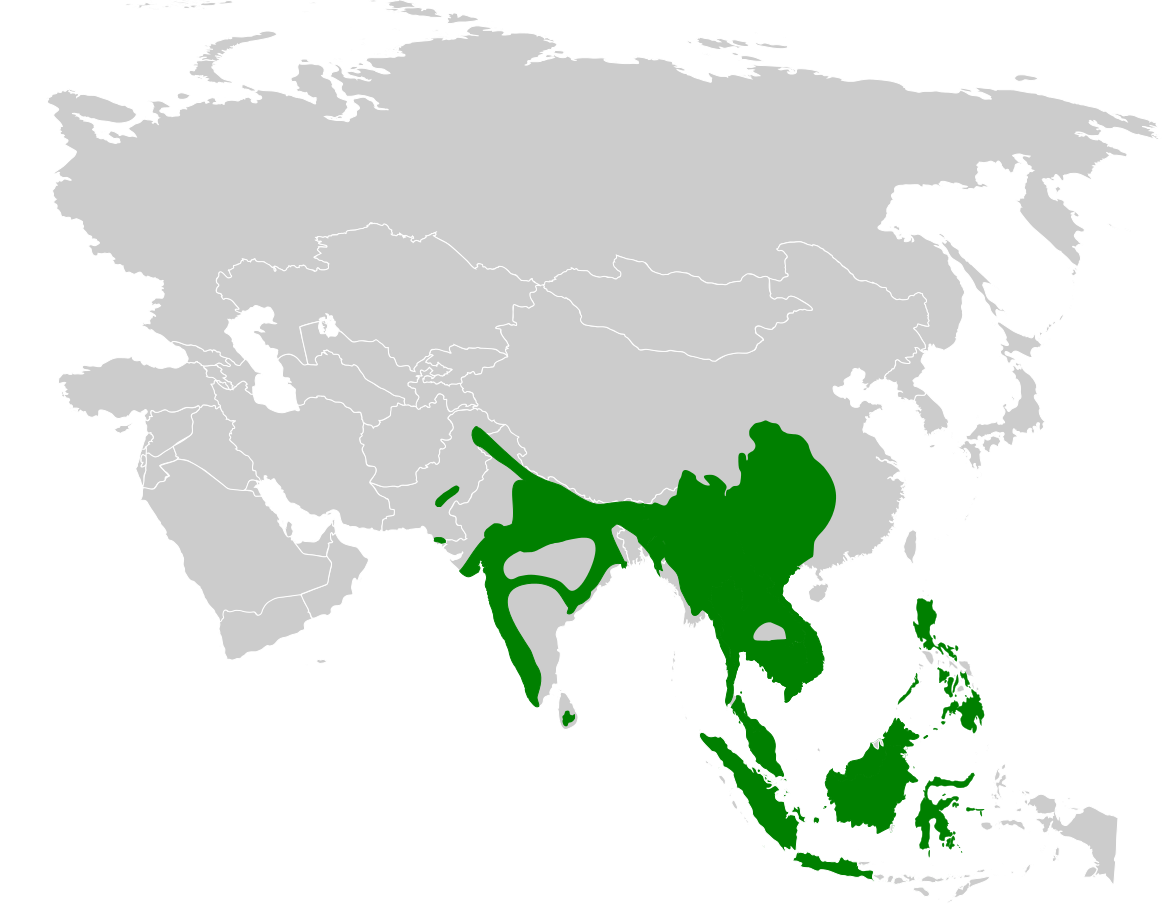
Répartition de Culicicapa.

## Liste alphabétique des espèces
Selon la classification de référence du Congrès ornithologique international (version 8.2, 2018) :
- Culicicapa ceylonensis (Swainson, 1820) — Gobemouche à tête grise, Gobemoustique à tête grise
  - Culicicapa ceylonensis antioxantha Oberholser, 1923
  - Culicicapa ceylonensis calochrysea Oberholser, 1923
  - Culicicapa ceylonensis ceylonensis (Swainson, 1820)
  - Culicicapa ceylonensis connectens Rensch, 1931
  - Culicicapa ceylonensis sejuncta Hartert, 1897

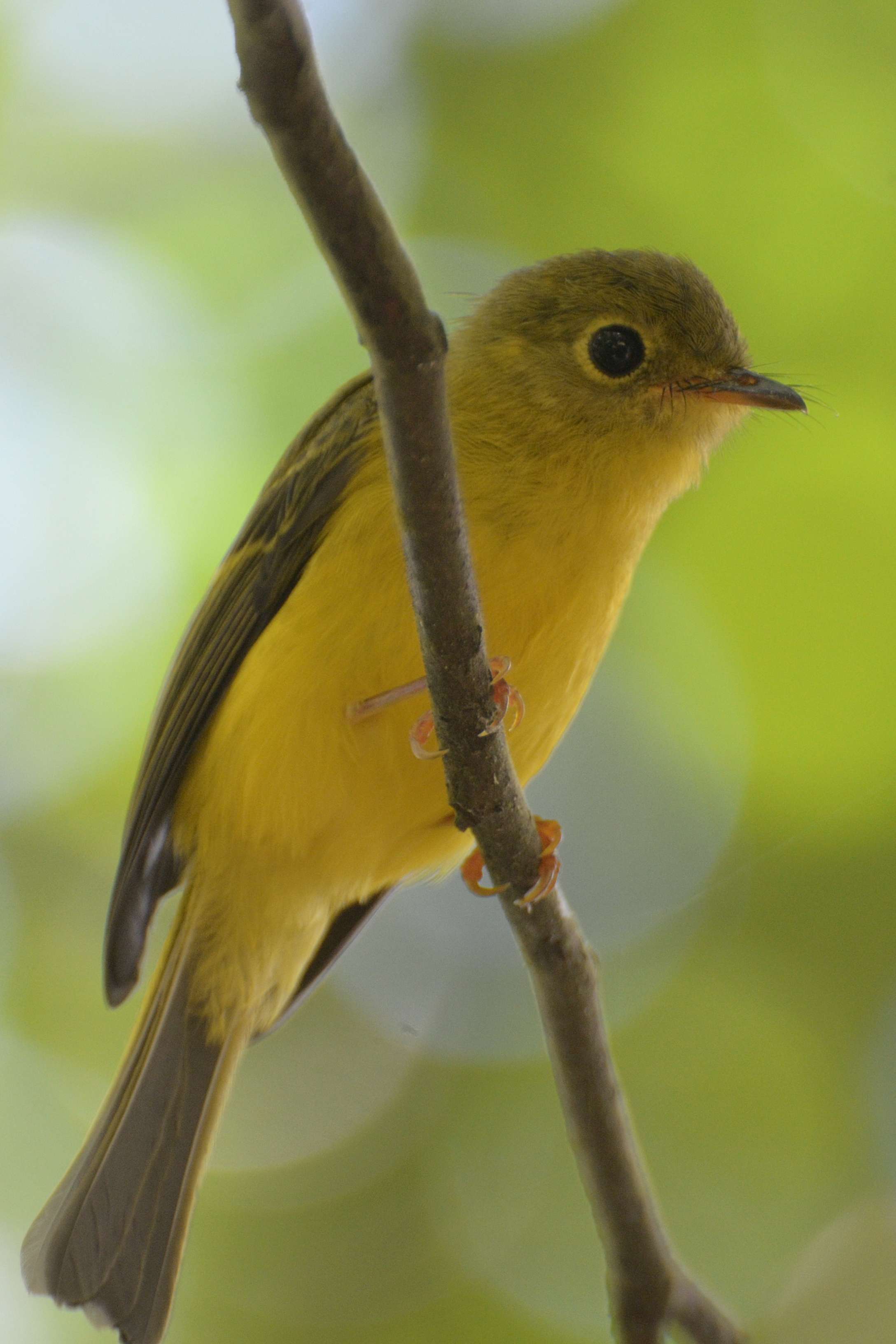
Gobemoustique canari (Culicicapa helianthea)

- Gobemoustique canari (Culicicapa helianthea)Culicicapa helianthea (Wallace, 1865) — Gobemouche canari, Gobemoustique canari
  - Culicicapa helianthea helianthea (Wallace, 1865)
  - Culicicapa helianthea mayri Deignan, 1947
  - Culicicapa helianthea panayensis (Sharpe, 1877)
  - Culicicapa helianthea septentrionalis Parkes, 1960
  - Culicicapa helianthea zimmeri Parkes, 1960